# Friedrich Reinhold Dietz
Friedrich Reinhold Dietz (* 12. Januar 1805 in  Königsberg i. Pr.; † 5. Juni 1836 ebenda) war ein deutscher Philologe und Arzt. Wie kaum ein anderer kannte er die  Geschichte der antiken Medizin.

## Leben
Dietz besuchte das von Friedrich August Gotthold im Humboldtschen Sinne geführte Collegium Fridericianum in Königsberg und erhielt hier seine  altphilologische Vorbildung. Ab Michaelis 1823 studierte er Medizin an der Albertus-Universität Königsberg. 1826  promovierte er zum Dr. med. Die 1827 in Leipzig erschienene (griechisch-lateinische) Arbeit war die kommentierte Neuausgabe der Schrift „Über die heilige Krankheit“ (Epilepsie) aus dem Corpus Hippocraticum.
Die  Krone Preußen ermöglichte Dietz eine wissenschaftliche Reise durch Frankreich, Italien, England und Spanien, damit er die in den großen Bibliotheken befindlichen Manuskripte der griechischen und arabischen Ärzte einsehen und vergleichen konnte. Nach seiner Heimkehr wurde er 1833 zum Extraordinarius und Sekundärarzt am  Königsberger Krankenhaus ernannt. Nachdem er 1836 dort  Ordinarius und Direktor geworden war, starb er mit nur 31 Jahren. 
Alexander von Humboldt schätzte die Arbeiten von Dietz und bat seine Witwe den Nachlass aufzuarbeiten.

## Werke
August Hirsch schrieb in der  Allgemeinen Deutschen Biographie:
„Die aus seinen Collectaneen bearbeiteten Schriften Dietz’ gehören zu den bedeutendsten Leistungen der Medizingeschichte. 1830 veröffentlichte er in „Analecta med. ex libris mss. primum edita. Fasc. I.“ einen Auszug aus der Materia medica des  Ibn Beithar mit Anmerkungen zu Dioskorides und Mittheilungen über mehrere in englischen Bibliotheken befindliche medicinische Sanskritschriften, ferner „Galeni de dissectione musculorum et de consuetudine libri“, 1832, griechische Ausgabe der genannten Schriften, von welchen die letztgenannte (πεϱὶ ἐϑῶν) hier zum ersten Male im Urtext veröffentlicht ist, mit einer Anzeige der Resultate, zu welchen Verfasser auf seiner fünfjährigen Reise bezüglich der Kritik des Textes in der hippokratischen Sammlung gelangt ist, sodann „ Apollonii Citiensis, Stephani, Palladii, Theophili … et aliorum scholia in Hippocratem et Galenum“, 2 Tom. 1834, eine sehr werthvolle, mit der gründlichsten Kritik und Umsicht bearbeitete Sammlung (erste Ausgabe im Urtexte), endlich „Sorani Ephesii de arte obstetricia morbisque mulierum quae supersunt“, 1838, erste Ausgabe dieser classischen Schrift, nach dem Tode des Verfassers mit einem Vorworte und Zusätzen versehen, von Florian Lobeck edirt. – Von seinen sehr umfangreichen Collectaneen, die zu verwerthen der frühe Tod den Verfasser hinderte, soll sich noch ein Theil auf der  Königlichen Bibliothek Königsberg befinden“.
Der Verbleib oder Verlust ist bislang nicht dokumentiert.